# Соца (Олбија-Темпио)
Соца је насеље у Италији у округу Сасари, региону Сардинија.
Према процени из 2011. у насељу је живело 214 становника. Насеље се налази на надморској висини од 255 м.